# Fernando Redondo
Fernando Carlos Neri Redondo (Adrogué, Buenos Aires, 6 juni 1969) is een Argentijns oud-voetballer. Hij is vooral bekend als defensieve middenvelder van Real Madrid.

## Clubvoetbal

### Beginjaren
Redondo begon zijn profcarrière in 1985 op zestienjarige leeftijd bij Argentinos Juniors. Hij debuteerde in de Argentijnse Primera División in een wedstrijd tegen Gimnasia y Esgrima. Nadat Redondo in 1990 bij Argentinos Juniors geen contractverlenging kreeg, verhuisde hij naar Spanje. Van 1990 tot 1994 speelde de middenvelder bij CD Tenerife onder leiding van zijn landgenoot Jorge Valdano. Met de club van de Canarische Eilanden speelde Redondo in het seizoen 1993/1994 in de UEFA Cup, waarin hij vooral tegen Juventus indruk maakte. Dit leverde veel belangstelling op van Italiaanse clubs, maar de Argentijn wilde in Spanje blijven.

### Real Madrid
In 1994 werd Valdano aangesteld als trainer van Real Madrid en Redondo tekende vervolgens eveneens bij Los Merengues. Daar beleefde hij zijn grootste successen. Met Real won Redondo tweemaal de Spaanse landstitel (1995, 1997), tweemaal de UEFA Champions League (1998, 2000) en de Intercontinental Cup (1998). Zijn start was niet succesvol. In de voorbereiding op het nieuwe seizoen liep Redondo tegen Athletic de Bilbao een zware blessure op, waardoor hij lange tijd geblesseerd was. Na zijn terugkeer had de middenvelder een belangrijk aandeel in de winst van de landstitel. Na nog een seizoenen geplaagd te zijn door blessures, groeide Redondo in het seizoen 1996/1997 uit tot een belangrijke kracht. Door zijn inzet en leiderschap op het veld, kreeg hij de bijnaam El Principe (De Prins). Redondo hield zijn uitstekende vorm vast in het seizoen daarna, waarin Real Madrid de Champions League veroverde na een 1-0-overwinning op Juventus in de finale. Ook in de gewonnen wedstrijd om de Intercontinental Cup tegen het Braziliaanse CR Vasco da Gama speelde Redondo een zeer belangrijke rol. In de Champions League-campagne van het seizoen 1999/2000 speelde de middenvelder zijn meest memorabele wedstrijd. In de kwartfinale was Redondo de grote uitblinker in de uitwedstrijd tegen Manchester United (2-3). In een individuele actie passeerde Redondo drie spelers van Manchester United, speelde de bal door de benen van verdediger Henning Berg om vervolgens vlak langs de achterlijn met de bal verder te dribbelen en voor te geven op Raúl González die het derde doelpunt van Real Madrid kon binnentikken. Met Redondo als aanvoerder won de club uiteindelijk in de finale met 3-0 van Valencia CF. De UEFA riep Redondo vervolgens uit tot beste speler van de Champions League 1999/2000.

### AC Milan
Eind juli 2000 vertrok Redondo na zes seizoenen bij Real Madrid, waarin hij tot 165 wedstrijden en vier doelpunten in de Primera División kwam, voor ongeveer 18 miljoen euro naar AC Milan. De nieuwe voorzitter Florentino Pérez had dringend geld nodig na de recordtransfer van Luís Figo van FC Barcelona naar de Madrileense club, terwijl Redondo zijn carrière wilde afsluiten in de Spaanse hoofdstad. Redondo raakte echter op 19 augustus tijdens een training in de voorbereiding op het nieuwe seizoen al zwaar geblesseerd aan de kruisbanden van zijn rechterknie. Drie operaties volgden en hij kon daardoor twee jaar niet voetballen. In september 2001 verklaarde hij geen loon meer te willen ontvangen totdat hij helemaal hersteld zou zijn aangezien AC Milan toch niets aan hem had zolang hij geblesseerd was. Het jaarsalaris van Redondo lag destijds rond de vier miljoen euro. Pas op 3 december 2002 maakte de Argentijn in een bekerwedstrijd tegen AC Ancona zijn debuut voor AC Milan. Vier dagen later debuteerde Redondo tegen AS Roma in de Serie A. In totaal zou hij slechts 15 competitieduels voor AC Milan spelen; zeven in het seizoen 2002/2003 en acht in 2003/2004. Op 12 maart 2003 keerde hij in de tweede ronde van de Champions League als speler van AC Milan terug in het Estadio Santiago Bernabéu, waar de fans hem met diverse spandoeken bedankten voor zijn periode bij Real Madrid. Redondo won in 2003 uiteindelijk met AC Milan de Coppa Italia en de UEFA Champions League. Op 9 december 2003 speelde hij tegen Celta de Vigo zijn zesde en laatste Champions League-wedstrijd voor de Rossoneri. In mei 2004 kondigde Redondo aan zijn contract bij AC Milan niet te verlengen vanwege geringe speelkansen. Hij ging op zoek naar een nieuwe club, maar uiteindelijk maakte Redondo bekend zijn carrière als profvoetballer te hebben beëindigd. Hij vestigde zich vervolgens in Madrid.

### Statistieken
| seizoen | club               | land       | competitie       | duels | goals |
| ------- | ------------------ | ---------- | ---------------- | ----- | ----- |
| 1985/86 | Argentinos Juniors | Argentinië | Primera División | 1     | 0     |
| 1986/87 | Argentinos Juniors | Argentinië | Primera División | 0     | 0     |
| 1987/88 | Argentinos Juniors | Argentinië | Primera División | 16    | 0     |
| 1988/89 | Argentinos Juniors | Argentinië | Primera División | 44    | 0     |
| 1989/90 | Argentinos Juniors | Argentinië | Primera División | 14    | 0     |
| 1990/91 | CD Tenerife        | Spanje     | Primera División | 23    | 1     |
| 1991/92 | CD Tenerife        | Spanje     | Primera División | 32    | 2     |
| 1992/93 | CD Tenerife        | Spanje     | Primera División | 20    | 4     |
| 1993/94 | CD Tenerife        | Spanje     | Primera División | 28    | 1     |
| 1994/95 | Real Madrid        | Spanje     | Primera División | 23    | 1     |
| 1995/96 | Real Madrid        | Spanje     | Primera División | 23    | 2     |
| 1996/97 | Real Madrid        | Spanje     | Primera División | 33    | 1     |
| 1997/98 | Real Madrid        | Spanje     | Primera División | 33    | 0     |
| 1998/99 | Real Madrid        | Spanje     | Primera División | 23    | 0     |
| 1999/00 | Real Madrid        | Spanje     | Primera División | 30    | 0     |
| 2000/01 | AC Milan           | Italië     | Serie A          | 0     | 0     |
| 2001/02 | AC Milan           | Italië     | Serie A          | 0     | 0     |
| 2002/03 | AC Milan           | Italië     | Serie A          | 7     | 0     |
| 2003/04 | AC Milan           | Italië     | Serie A          | 8     | 0     |
| Totaal  | Totaal             | Totaal     | Totaal           | 349   | 13    |

## Nationaal elftal
Redondo kwam 29 keer uit voor het Argentijns nationaal elftal, waarin hij eenmaal doel trof. De meeste interlands speelde hij tussen 1992 en 1994 onder bondscoach Alfio Basile. In 1990 weigerde Redondo vlak voor het WK in Italië een oproep voor het nationaal elftal, officieel omdat hij zijn universitaire studie niet wilde onderbreken. Er wordt echter gesuggereerd dat de ware reden was dat Redondo zich niet kon vinden in de ultradefensieve tactiek van bondscoach Carlos Bilardo. In 1992 won hij met Argentinië de FIFA Confederations Cup, een jaar later gevolgd door de Copa América.
Redondo was de beste speler bij Argentinië tijdens het WK 1994 in de Verenigde Staten, dat teleurstellend verliep voor Los Gaúchos. Nadat Daniel Passarella in 1994 werd aangesteld als bondscoach speelde Redondo lange tijd geen interland meer. Passarella wilde geen spelers met lang haar meer oproepen en ook Redondo had in die tijd lang haar. Uiteindelijk stapte Passarella van dit selectiebeleid af en direct liet Redondo zijn lange haar afknippen. De middenvelder keerde echter nooit terug in het Argentijns elftal onder Passarella, mede doordat hij alleen centraal op het middenveld wilde spelen, de plaats van de destijds onaantastbare Juan Sebastián Verón.
In 1999 maakte Redondo een comeback in het nationaal elftal, met Marcelo Bielsa inmiddels als bondscoach, voor een dubbele ontmoeting met aartsrivaal Brazilië. De middenvelder was de uitblinker in de 2-0-overwinning op Brazilië in Buenos Aires, maar Redondo ging daarna niet meer in op nieuwe oproepen voor het nationale elftal omdat hij zijn aandacht volledig op zijn toenmalige werkgever Real Madrid wilde richten.

## Erelijst
Als speler
 Real Madrid
- UEFA Champions League: 1997/98, 1999/00
- Wereldbeker voor clubteams: 1998
- Primera División: 1994/95, 1996/97

 AC Milan
- UEFA Champions League: 2002/03
- Serie A: 2003/04
- Coppa Italia: 2002/03

 Argentinië onder 17
- CONMEBOL Sudamericano onder 17: 1985

 Argentinië
- CONMEBOL Copa América: 1993
- FIFA Confederations Cup: 1992

1 Goycochea ·
2 Vázquez ·
3 Altamirano ·
4 Basualdo ·
5 Redondo ·
6 Ruggeri  ·
7 Caniggia ·
8 Villarreal ·
9 Batistuta ·
10 Simeone ·
11 Cagna ·
12 Islas ·
14 Acosta ·
15 Borelli ·
16 García ·
18 Craviotto ·
20 Rodríguez ·
21 Cancelarich ·
Coach: Basile
1 Goycochea ·
2 Vázquez ·
3 Altamirano ·
4 F. Basualdo ·
5 Redondo ·
6 Ruggeri ·
7 Medina ·
9 Batistuta ·
10 Simeone ·
11 Gorosito ·
12 Islas ·
13 Cáceres ·
14 Craviotto ·
15 Borelli ·
16 García ·
17 Zapata ·
18 Acosta ·
19 Zamora ·
20 Rodríguez ·
21 Scoponi ·
22 Mancuso ·
23 J. Basualdo ·
Coach: Basile
1 Goycochea ·
2 Vázquez ·
3 Chamot ·
4 Sensini ·
5 Redondo ·
6 Ruggeri ·
7 Caniggia ·
8 Basualdo ·
9 Batistuta ·
10 Maradona  ·
11 Medina ·
12 Islas ·
13 Cáceres ·
14 Simeone ·
15 Borelli ·
16 Díaz ·
17 Ortega ·
18 Pérez ·
19 Balbo ·
20 Rodríguez ·
21 Mancuso ·
22 Scoponi ·
Coach: Basile